# Àrete (filosofia)
|  | Per a altres significats, vegeu «Arete». |

L'àrete (en grec ἀρετή, 'excel·lència'), de vegades areté, és un dels conceptes crucials de l'antiga Grècia; tanmateix, és difícil precisar amb exactitud el seu significat estrany i ambigu. En la seva forma més general, per a alguns sofistes l'àrete és l'«excel·lència» o prominència en el cultiu de l'eloqüència; l'arrel etimològica del terme és la mateixa que la d'αριστος ('millor'), que designa el compliment acabat del propòsit o funció.

## Concepte filosòfic
Segons Hípies d'Elis la finalitat de l'ensenyament era aconseguir l'àrete, que significa capacitació per pensar, per parlar i per obrar amb èxit. L'excel·lència política («ciutadana») dels grecs consistia en el cultiu de tres virtuts específiques: andreia (valentia), sofrosine (moderació o equilibri) i dicaiosine (justícia): aquestes virtuts formaven un ciutadà rellevant, útil i perfecte. A aquestes virtuts n'hi afegí després Plató una quarta, la prudència, amb la qual cosa donà lloc a les anomenades virtuts cardinals: prudència, fortalesa, temprança i harmonia, i entre elles engendrarien la quarta: la justícia. En certa manera, l'àrete grega seria equivalent a la virtus, dignitat o honor romans.
A l'Antiga Grècia podia parlar-se indistintament de l'àrete d'un soldat, d'un bou o d'un vaixell, tot i que el seu ús per als objectes inanimats era estrany. Tanmateix, des de l'època arcaica estigué vinculat especialment a la possessió de les virtuts, sobretot la valentia i la destresa en el combat.
Per als primers grecs guerrers de fa més de tres mil anys l'únic camí per aconseguir l'àrete era mitjançant fites en la batalla. L'exemple clàssic és Aquil·leu, qui prefereix morir en combat abans que qualsevulla altra forma de vida. Els grecs tenien molta por del destí. El destí podia impedir-los de forma immediata arribar a l'àrete. Per exemple, un accident, néixer cec, o néixer dona impossibilitava aconseguir fites en la batalla. També l'àrete es relaciona amb l'astúcia en les obres d'Hesíode i d'Homer, quan a la Ilíada Agamèmnon lloava Penèlope, ho feia en atenció a la cooperació d'ella amb els propòsits d'Odisseu.
Cap a l'època clàssica (sobretot segles V i IV aC) el significat d'àrete s'apropà al que avui dia es considera virtut, fonamentalment a través de l'obra d'Aristòtil, en general, incloent-hi trets com la μεγαλοψυχια ('magnanimitat'), la σοφροσυνη ('temprança') o la δικαιοσυνη ('justícia').
L'adquisició de l'àrete era l'eix de l'educació (παιδεία) del jove grec per a esdevenir un home ciutadà, seguint l'ideal exposat per Isòcrates. Empremtes de la concepció més restringida de l'era arcaica es poden veure en l'èmfasi posat en la disciplina i domini del cos mitjançant la gimnàstica, una de les activitats principals, i la lluita, però una formació acabada incloïa també les arts de l'oratòria, la música i eventualment, la filosofia.
Si bé la possessió de l'àrete continuava majorment restringida als homes de la noblesa, anomenats en general αριστοι ('els bons'), a qui estava reservada la concurrència als gymnasia, l'anàlisi dels filòsofs elaborà una sofisticada teoria de les facultats espirituals. Tant Plató com Aristòtil farien de l'àrete un dels conceptes centrals de llur doctrina ètica. El Menó, diàleg platònic que marca el passatge dels diàlegs maièutics als diàlegs metafísics, se centra precisament en el problema de si és possible fer una ciència de l'àrete.